# 218 Bianca
218 Bianca är en asteroid i huvudbältet som upptäcktes den 4 september 1880 av den österrikiske astronomen Johann Palisa. Den fick senare namn efter den österrikiska operasångerskan Bertha Schwarz, vars scennamn var Bianca Bianchi.
Biancas senaste periheliepassage skedde den 24 mars 2023. Dess rotationstid har beräknats till 6,34 timmar. Asteroiden har uppmätts till diametern 60,62 kilometer.